# Te Atua Mou E
Te Atua Mou E ("Gud är Sanning"; även stavat Te Atua Mou'e) är Cooköarnas nationalsång. Den antogs 1982. 
Texten är skriven av Pa Tepaeru Te Rito Ariki Lady Davis och musiken är gjord av Sir Thomas Davis.

## Texten
Te Atua mou e
Ko koe rai te pu
O te pā enua e
Akarongo mai
I to mātou nei reo
Te kapiki atu nei
Paruru mai
Ia mātou nei
Omai te korona mou
Kia ngateitei
Kia vai rai te aroa
O te pā enua e